# Zita (salle de cinéma)
Pour les articles homonymes, voir Zita.

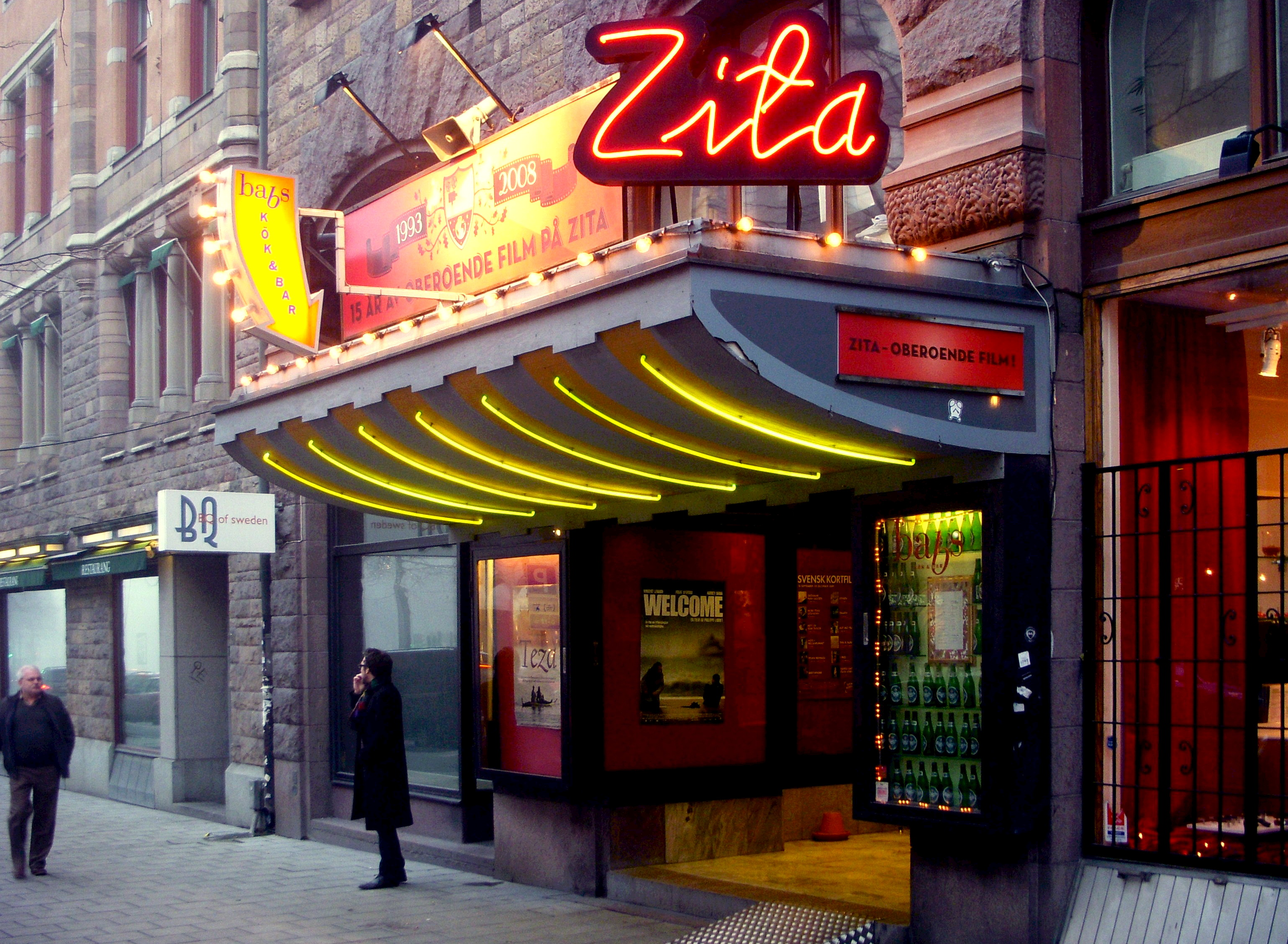
Le Zita, en 2009.

Le Zita, ou Biografen Zita, est une salle de cinéma située au numéro 37 de la voie publique Birger Jarlsgatan, dans la ville de Stockholm, en Suède. Elle fait partie du réseau suédois de salles « Art et essai » Folkets Bio.
Conçu par le cabinet d'architecte Hagström & Ekman, le Zita a ouvert au public en 1913.
C'est la plus ancienne salle de cinéma de la ville de Stockholm encore en exploitation.

## Intérieur du cinéma

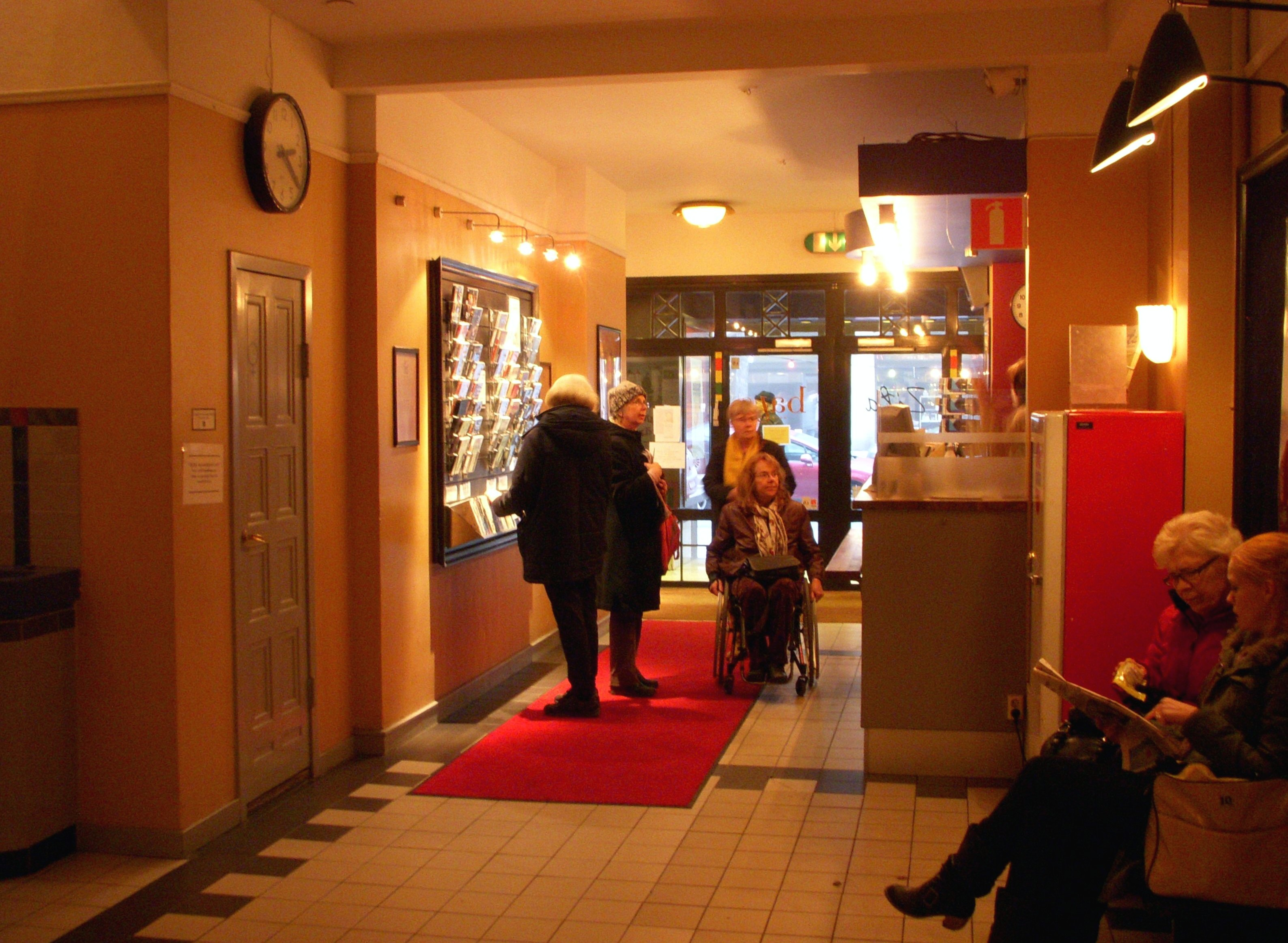
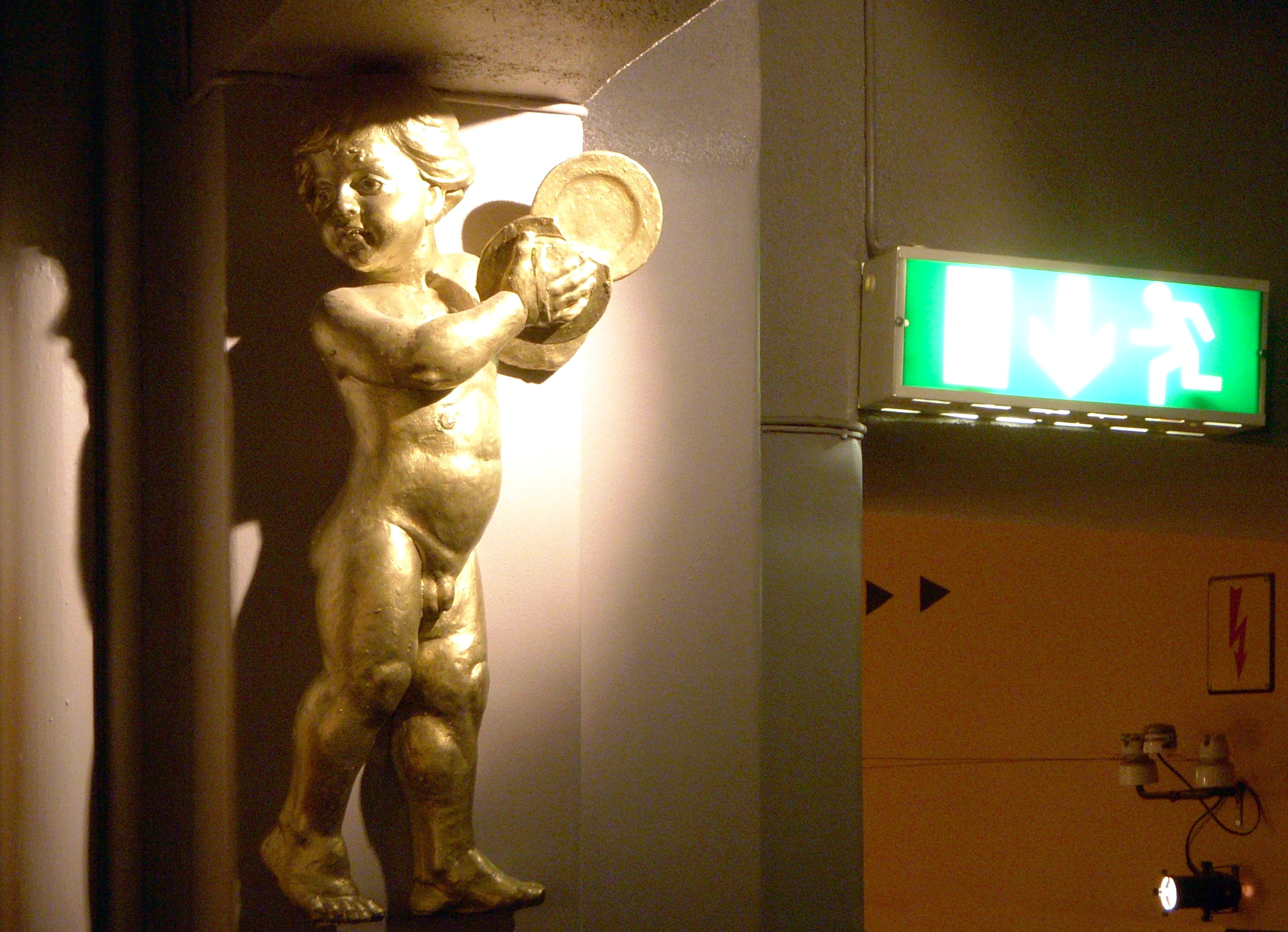
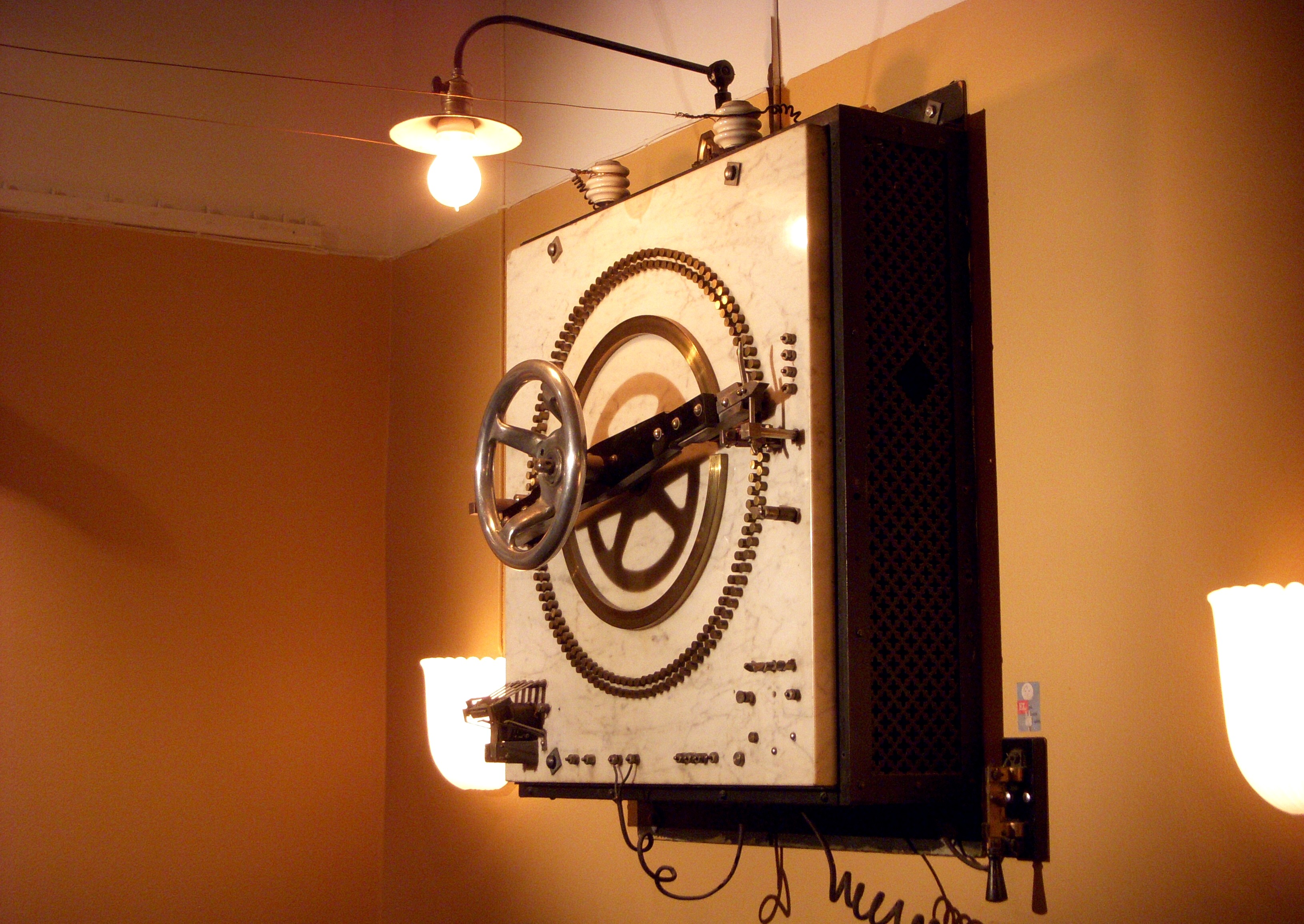
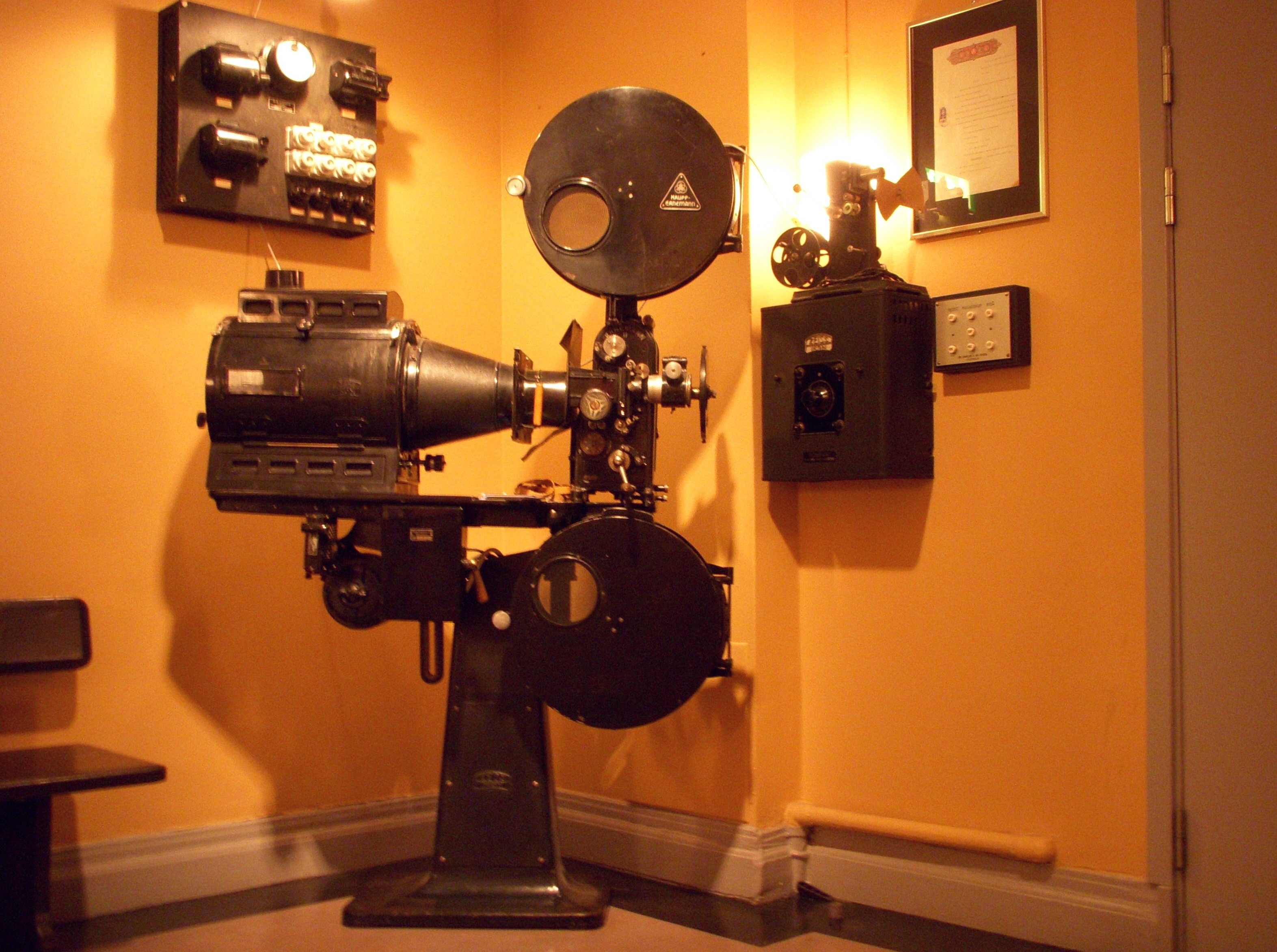